# Rebecca Martin
Rebecca Martin (Rumford, 24 april 1969) is een Amerikaanse jazz- en folkzanger, gitarist en songwriter.

## Biografie
Martin was een jong meisje toen ze haar landelijke geboorteplaats Rumford, Maine verliet om haar muzikale ambities na te jagen in New York, waar ze collega-singer-songwriter Jesse Harris ontmoette. Het duo vormde de groep Once Blue, die een platencontract bij EMI Music won. Zodra de debuutpublicatie van Blue in 1995 internationale bekendheid kreeg, bleef een tweede album tot 2003 uit. Martin begon haar solocarrière in 1998 met Thoroughfare, geschreven en geproduceerd door haarzelf. In 2002 produceerde ze een verzameling standards, Middlehope, die The New York Times een van de tien beste jazzalbums van het jaar noemde. In 2004 bracht Martin nog het album People Behave Like Ballads uit met originele composities.
In 2005 nam Martin met jazzdrummer/componist Paul Motian op als vaste zangeres van Motians On Broadway Vol. 4 of The Paradox of Continuity en werd ze de eerste zangeres die Motian begeleidde op een van zijn opnamen. Martin crediteert de ervaring met het informeren van haar houding ten opzichte van haar eigen opnamen in de daaropvolgende jaren. Haar uitleg: 'De ervaring van het maken van muziek met Paul veranderde mijn leven en zette me op een compleet nieuw pad in de manier waarop ik mijn eigen muziek benaderde. Het was de eerste keer dat ik zonder akkoordinstrument opnam en dat was een openbaring voor mij. Het was ook bevrijdend om met een van mijn idolen te werken in een sfeer die volledig nuchter en blauwgekleurd was. Alle betrokkenen kwamen binnen een paar tellen om het werk te doen en we waren altijd klaar met etenstijd. Het was een echte samenwerkings- en werkeenheid en het was een openbaring om zoiets te doen'.
Nadat Motians album in 2006 werd uitgebracht, werd Martin gevraagd om met hem op te treden in de Carnegie Hall, als onderdeel van een eerbetoonconcert met Lorraine Gordon van de Village Vanguard en zij en Motian voerden vervolgens muziek uit het project uit tijdens een optreden van twee weken in de Village Vanguard. Martin begon Motians less-is-more ethiek toe te passen, nadat hij naar Sunnyside Records was verhuisd met haar publicatie The Growing Season uit 2008, geproduceerd door Kurt Rosenwinkel en met respectievelijk Larry Grenadier (bas) en Brian Blade (drums). Het album kreeg enthousiaste reacties
Het succes van The Growing Season leidde tot een uitnodiging om een week lang headliner-shows te geven in de Village Vanguard in New York, waardoor Martin de eerste singer-songwriter was die in meer dan 30 jaar in de jazzclub optrad. Ze volgde die carrière-oriëntatiepunten met When I Was Long Ago (2010), een andere verzameling standards, die werd uitgevoerd in extra driedelige arrangementen met Martin, Grenadier en saxofonist Bill McHenry. In 2009 won ze «Best Folk/Singer-Songwriter Album» bij de Independent Music Awards voor haar album The Growing Season. Martin en Grenadier namen het grootste deel van Twain op in een kleine slaapkamer in het appartement van de oude collega en pianist Pete Rende, die het album produceerde, uitvoerde en mixte.
In 2010 vormde Martin het trio Tillery met collega-singer-songwriters Gretchen Parlato en Becca Stevens. Ze leidde ook The Upstate Project met de in Argentinië geboren pianist-zanger-componist-arrangeur Guillermo Klein. Martin heeft ook namens haar gemeenschap gewerkt in haar aanvaarde geboorteplaats Kingston (New York), waar ze actief is geweest bij het bevorderen van transparantie van de overheid en burgerbetrokkenheid. In 2009 werd Martin door Ulster County YWCA uitgeroepen tot «Community Activist of the Year» en in 2010 werd ze Executive Director van de Kingston Land Trust, een stedelijk fonds in de Hudson Valley. Rebecca is de oprichtster van KingstonCitizens.org en werkt momenteel bij Riverkeeper.

## Privéleven
Rebecca Martin trouwde in juni 1996 met Larry Grenadier. Ze hebben één kind, Charlie (Charles) James Grenadier, die op 21 december 2005 werd geboren.

## Discografie
Solo
- 1998: Thoroughfare
- 2000: Middlehope (Fresh Sound New Talent)
- 2004: People Behave Like Ballads (Maxjazz)
- 2008: The Growing Season (Sunnyside Records)
- 2010: When I Was Long Ago (Sunnyside)
- 2013: Twain (Sunnyside)

Als producent
- 1997: Everywhere Is Music, Dorothy Scott
- 1999: The Independence Project Live (w/Frank Tedesso en Timothy Hill)

Samenwerkingen
- 1995: Once Blue (EMI Records, heruitgegeven met bonusnummers van Toshiba-EMI Japan, 1997)
- 2016: Tillery, Tillery (Larrecca Music)
- 2017: The Upstate Project met Guillermo Klein (Sunnyside)

Als sidewoman
- 2006:  Paul Motian Trio 2000 + One, On Broadway Vol. 4 or The Paradox of Continuity  (Winter & Winter Records)

- Bibliothèque nationale de France: cb159077241 (data)
- Gemeinsame Normdatei: 138584176
- International Standard Name Identifier: 0000 0000 7850 8550
- Library of Congress Control Number: no2004000540
- MusicBrainz: 83e8d505-e5c7-4f57-991e-0422d9edf967
- SNAC: w67t53mg
- Système universitaire de documentation: 170110729
- Virtual International Authority File: 27403660
- WorldCat: E39PBJkxHdMp73wDVwGjj8Qg8C